# Populus simonii
El chopo de hoja de peral, chopo peral o álamo chino (Populus simonii) es un árbol originario del noreste de China y Mongolia. Se planta habitualmente en jardines y zonas urbanas de zonas templadas y frías de Europa.